# Xanthorhoe rimata
Xanthorhoe rimata là một loài bướm đêm trong họ Geometridae.